# Sonia Marmen
Sonia Marmen est une auteure québécoise d'origine canadienne-française avec ascendance britannique.  Elle est née à Oakville, Ontario en 1962, et a grandi à Asbestos et Aylmer au Québec, et enfin à Sydney en Nouvelle-Écosse, avant de revenir au Québec s'établir à Sorel, où elle vit encore aujourd'hui. Après avoir pratiqué pendant dix-sept ans la denturologie, elle décide de se consacrer entièrement à l'écriture. C'est sa grande passion pour l'histoire qui l'a menée à l'écriture. Avec plus d'un demi million d'exemplaires vendus, les quatre tomes de sa très populaire saga Cœur de Gaël ont connu un énorme succès au Québec et dans la francophonie européenne, ainsi qu'en Allemagne et en Espagne. 

## Romans
- Cœur de Gaël - La Vallée des larmes, Éditions JCL, 2003
- Cœur de Gaël - La Saison des corbeaux, Éditions JCL, 2004
- Cœur de Gaël - La Terre des conquêtes, Éditions JCL, 2005
- Cœur de Gaël - La Rivière des promesses, Éditions JCL, 2005
- La Fille du pasteur Cullen, Éditions JCL, 2007 - finaliste pour le Grand prix littéraire Archambault 2008
- La Fille du pasteur Cullen - À l'abri du silence, Québec Amérique, 2009
- La Fille du pasteur Cullen - Le prix de la vérité, Québec Amérique, 2010
- Le clan des Seton Tome 1 - Les aubes grises, Québec Amérique, 2014

## Romans jeunesse
- Guillaume Renaud - Un espion dans Québec, Éditions de la Bagnole, 2007
- Guillaume Renaud - Il faut sauver Giffard!, Éditions de la Bagnole, 2008 - lauréat du Grand Prix littéraire de la Montérégie 2009
- Guillaume Renaud - Périls en avril, Éditions de la Bagnole, 2009
- Guillaume Renaud, 1759, Éditions de la Bagnole, 2010